# Antiche unità di misura del circondario di Reggio nell'Emilia
Sono qui riportate le conversioni tra le antiche unità di misura in uso nel circondario di Reggio Emilia e il sistema metrico decimale, così come stabilite ufficialmente nel 1877.
Nonostante l'apparente precisione nelle tavole, in molti casi è necessario considerare che i campioni utilizzati (anche per le tavole di epoca napoleonica) erano di fattura approssimativa o discordanti tra loro.

## Misure di lunghezza
| Comuni                                           | Denominazione                   | Valore   | Unità |
| ------------------------------------------------ | ------------------------------- | -------- | ----- |
| Tutti i comuni meno i seguenti                   | Braccio mercantile di Reggio    | 0,641072 | m     |
| Tutti i comuni meno i seguenti                   | Braccio agrimensorio di Reggio  | 0,530898 | m     |
| Castellarano, Rubiera                            | Braccio mercantile di Modena    | 0,633153 | m     |
| Castellarano, Rubiera                            | Braccio da fabbrica di Modena   | 0,523048 | m     |
| Campegine, Gattatico, Castelnovo di Sotto, Ciano | Braccio da muro di Parma        | 0,545167 | m     |
| Ciano, Gattatico                                 | Braccio da panno di Parma       | 0,639500 | m     |
| Ciano, Gattatico                                 | Braccio da seta di Parma        | 0,587750 | m     |
| Correggio                                        | Braccio mercantile di Mirandola | 0,638490 | m     |

Le braccia di Reggio, di Modena, di Correggio, ed il braccio da muro di Parma si dividono in 12 once, l'oncia in 12 punti.
Le braccia da panno e da seta di Parma si dividono in metà, terzi, quarti, sesti ed ottavi.

## Misure di superficie
| Comuni                         | Denominazione    | Valore  | Unità |
| ------------------------------ | ---------------- | ------- | ----- |
| Tutti i comuni meno i seguenti | Biolca di Reggio | 2922,25 | m²    |
| Castellarano, Rubiera          | Biolca di Modena | 2836,47 | m²    |
| Ciano, Gattatico               | Biolca di Parma  | 3081,44 | m²    |

La biolca di Reggio e quella di Parma si dividono in 72 tavole, la tavola in 144 braccia quadrate, il braccio quadrato in 144 once quadrate.
La biolca di Modena si divide pure in 72 tavole, la tavola in 12 dodicesimi di tavola.

## Misure di volume
| Comuni                                           | Denominazione          | Valore  | Unità |
| ------------------------------------------------ | ---------------------- | ------- | ----- |
| Tutti i comuni meno i seguenti                   | Braccio cubo di Reggio | 149,635 | L     |
| Campegine, Gattatico, Castelnovo di Sotto, Ciano | Braccio cubo di Parma  | 162,027 | L     |
| Castellarano, Rubiera                            | Braccio cubo di Modena | 143,095 | L     |

Il braccio cubo di Reggio si divide in 1728 once cube, l'oncia cuba in 1728 punti cubi.
Il braccio cubo di Parma si divide in 12 once di braccio cubo, l'oncia in 12 punti di braccio cubo.
Il braccio cubo di Modena si divide in 1728 once cube, l'oncia cuba in 1728 punti cubi.

## Misure di capacità per gli aridi
| Comuni                                    | Denominazione   | Valore   | Unità |
| ----------------------------------------- | --------------- | -------- | ----- |
| Tutti i comuni meno i seguenti            | Sacco di Reggio | 119,4911 | L     |
| Scandiano, Casalgrande, Viano             | Sacco           | 48,9400  | L     |
| Castellarano , Rubiera, S. Martino in Rio | Sacco di Modena | 126,5004 | L     |
| Ciano, Gattatico                          | Staio di Parma  | 47,0400  | L     |
| Correggio                                 | Sacco           | 129,5989 | L     |

Il sacco di Reggio si divide in 2 staia, lo staio in 12 quartarole, la quartarola in 10 decimi.
Il sacco di Scandiano si divide pure in 2 staia, lo staio in 12 quartarole.
Il sacco di Modena si divide in 2 staia, lo staio in 2 mine, la mina in 4 quarte, la quarta in 4 coppelli.
Lo staio di Parma si divida in 2 mine, la mina in 8 quartarole, la quartarola in 4 quartini.
Il sacco di Correggio si divide in 2 staia, lo staio in 12 quartaroli. Si divide pure in 4 mine, e la mina in 4 quartarole.

## Misure di capacità per i liquidi
| Comuni                         | Denominazione | Valore   | Unità |
| ------------------------------ | ------------- | -------- | ----- |
| Tutti i comuni meno i seguenti | Brenta        | 75,8981  | L     |
| Scandiano, Casalgrande, Viano  | Brenta        | 71,6996  | L     |
| Castellarano , Rubiera         | Quartaro      | 101,8117 | L     |
| Ciano, Gattatico               | Brenta        | 71,6720  | L     |
| S. Martino in Rio              | Misura        | 76,3590  | L     |
| S. Martino in Rio              | Soglio da uva | 63,8020  | L     |

La brenta di Reggio si divida in 60 boccali, il boccale in 10 decimi.
La brenta di Scandiano si divide in 54 boccali, il boccale in 4 fogliette.
Il quartaro di Modena usato in Castellarano si divide in 90 boccali.
La brenta di Parma, usata in Ciano, si divide in 72 boccali.
La misura di S. Martino in Rio si divide in 60 boccali. Si divide pure in 9 pesi.
Il soglio da uva di S. Martino in Rio equivale a 7 pesi e 13 libbre.
La brenta di Reggio che si usa pure in Correggio si divide in questo comune in 72 boccali, il boccale in 4 fogliette.
In Reggio si usava un soglio equivalente in peso a chilogrammi 59,0633, diviso in 3 brocchetti, il brocchetto in 10 decimi.

## Pesi
| Comuni                                   | Denominazione    | Valore  | Unità |
| ---------------------------------------- | ---------------- | ------- | ----- |
| Tutti i comuni meno i seguenti           | Libbra           | 324,524 | g     |
| Castellarano, Rubiera, S. Martino in Rio | Libbra di Modena | 340,457 | g     |
| Ciano, Gattatico                         | Libbra di Parma  | 328,000 | g     |
| Correggio                                | Libbra di Milano | 326,793 | g     |

La libbra si divide in 12 once, l'oncia in 24 denari, il denaro in 24 grani.